# 더 뷰 (텔레비전 프로그램)
더 뷰(The View)는 1997년 8월 11일부터 현재까지 ABC에서 방영중인 토크 쇼이다.

## 개요
1988년부터 1994년까지 방송 된 Home 방송 스타일을 계승하지만, 진행자는 모두 여성이다. 1996년부터 방송된 《Caryl & Marilyn: Real Friends》의 종료 후, 1997년 방송이 시작했다. 방송은 뉴욕의 ABC 스튜디오에서 진행되며, 월요일부터 목요일까지는 생방송, 금요일은 녹화 방송이다. 출연자는 시기에 따라 여러 번 교체되었고, 프로그램이 시작되었을때부터 지금까지 출연을 계속하는 것은 바버라 월터스와 조이 베이하 두 사람 뿐이다.

## 출연자
프로그램 처음 시작시 출연자
  교체된 출연자
  현 출연자
| 좌석                  | 이름              | 프로그램 참여       | 출연 종료        |
| 첫 번째 좌석 (사회자) | 메러디스 비에라   | 1997년 8월 11일     | 2006년 6월 9일   |
| 첫 번째 좌석 (사회자) | 로지 오도널       | 2006년 9월 5일      | 2007년 5월 23일  |
| 첫 번째 좌석 (사회자) | 우피 골드버그     | 2007년 9월 4일      | —                |
| 둘째 좌석             | 조이 베이하       | 1997년 8월 12일     | —                |
| 셋째 좌석             | 스타 존스         | 1997년 8월 11일     | 2006년 6월 27일  |
| 셋째 좌석             | 셰리 셰퍼드       | 10, 2007년 9월 10일 | —                |
| 넷째 좌석             | 데비 마테노폴로스 | 1997년 8월 11일     | 1998년 12월 24일 |
| 넷째 좌석             | 리사 링           | 1999년 5월 3일      | 2002년 12월 5일  |
| 넷째 좌석             | 엘리자베스 해슬벡 | 2003년 12월 24일    | —                |
| 다섯째 좌석           | 바버라 월터스     | 1997년 8월 11일     | —                |